# حزقيال لويس مارتينيز
حزقيال لويس مارتينيز (بالإسبانية: Juan Luis Martínez)‏ هو كاتب ومؤلف وشاعر تشيلي، ولد في 7 يوليو 1942 في فالبارايسو في تشيلي، وتوفي في 29 مارس 1993 في فيلا آليمانا في تشيلي.